# Operation Granby

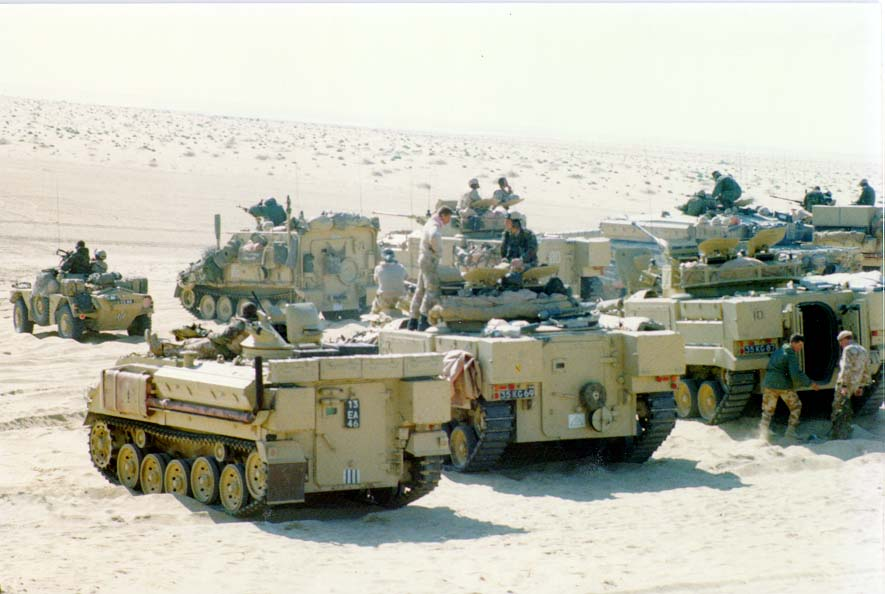
Britische Warrior-Schützenpanzer bei einer Übung im Januar 1991

Operation Granby, allgemein als Op Granby abgekürzt, war der Codename für die britischen Militäreinsätze während des Golfkriegs 1991. Während des Konflikts waren 53.462 Angehörige der britischen Streitkräfte im Einsatz. Während der Operation Granby wurden 47 britische Soldaten getötet und viele weitere wurden während der dortigen Feindseligkeiten verletzt. Die Gesamtkosten der Operation beliefen sich auf 2,434 Milliarden Pfund Sterling (1992), wovon mindestens 2,049 Milliarden Pfund von anderen Ländern wie Kuwait und Saudi-Arabien bezahlt wurden; Ausrüstung im Wert von 200 Millionen Pfund ging verloren oder wurde abgeschrieben.
Der Joint Commander der Gulf Forces mit Sitz im Vereinigten Königreich auf RAF High Wycombe war Air Chief Marshal (ACM) Sir Patrick Hine vom 1. Oktober 1990 bis 31. März 1991 und Air Chief Marshal Sir Michael Graydon ab 31. März 1991. Sein politischer Berater war Andrew Palmer. Der Kommandeur der British Forces Middle East, der in Riad stationierte Kommandeur im Einsatzgebiet, war zunächst Air Marshal (AM) Andrew Wilson (September bis Oktober 1990), dann Generalleutnant Sir Peter de la Billière (6. Oktober 1990 bis März 1991) und Air Vice-Marshal Ian Macfadyen ab März 1991.
Der Luftkommandant der britischen Streitkräfte im Nahen Osten, ursprünglich Arabische Halbinsel, war von August bis 17. November 1990 Air Vice Marshal Andrew Wilson, dann Air Vice Marshal William (Bill) Wratten ab 17. November 1990.
Der ranghöchste britische Marineoffizier im Nahen Osten war bis September 1990 Captain Anthony McEwen der Royal Navy auf dem Zerstörer HMS York, dann von September bis Dezember 1990 Kommodore Paul Haddacks. Schließlich hatte Kommodore Christopher Craig auf den Fregatten HMS Brave und HMS London ab 3. Dezember 1990 bis März 1991 das Kommando.